# Café d'orge

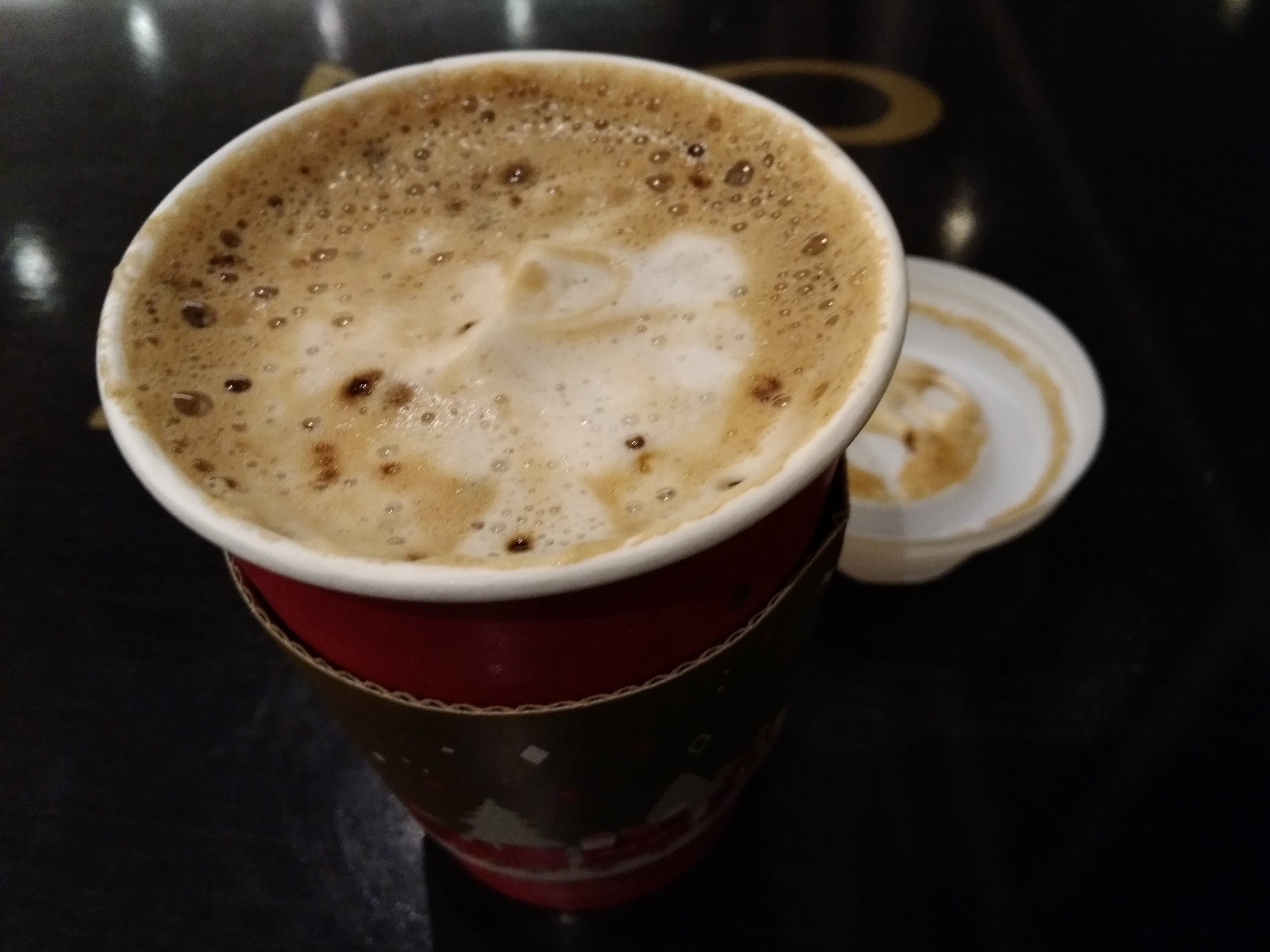
Orzo latte

Le café d'orge est une boisson populaire en Italie, où elle est appelée caffè d'orzo (prononcé : [kafˈfɛ ˈdɔrdzo]). Il est fabriqué à partir de grains d'orge de la variété orge nue torréfiés et moulus. Il ne contient pas de caféine. Très désaltérante, au goût très léger de pain lorsqu'elle est peu infusée, cette infusion peut aller jusqu'au goût prononcé de café.
Il est consommé en France durant les deux guerres mondiales comme un ersatz de thé ou de café,,.